# Eurysternus cyanescens
Eurysternus cyanescens là một loài bọ cánh cứng trong họ Bọ hung (Scarabaeidae).